# Кушумський сільський округ
Кушу́мський сільський округ (каз. Көшім ауылдық округі, рос. Кушумский сельский округ) — адміністративна одиниця у складі Байтерецького району Західноказахстанської області Казахстану. Адміністративний центр — село Великий Чаган.
Населення — 4040 осіб (2021; 4454 у 2009, 4797 у 1999, 5384 у 1989).
Станом на 1989 рік існувала Кушумська сільська рада (села Балаган, Великий Шаган, Владимировка, Колесово, Кушум, Малий Шаган, Підхоз Степний). 2013 року село Жанатан Кушумського сільського округу передано до складу Щаповського сільського округу.

## Склад
До складу округу входять такі населені пункти:
| Населений пункт     | Старі назви            | Населення, осіб (1989) | Населення, осіб (1999) | Населення, осіб (2009) | Населення, осіб (2021) |
| ------------------- | ---------------------- | ---------------------- | ---------------------- | ---------------------- | ---------------------- |
| Аксу, село          | Владимировка           | 458                    | 350                    | 246                    | 185                    |
| Великий Чаган, село | Великий Шаган          | 1804                   | 1571                   | 1562                   | 1503                   |
| Колесово, село      | -                      | 543                    | 585                    | 613                    | 525                    |
| Кушум, село         | -                      | 2095                   | 1817                   | 1615                   | 1475                   |
| Малий Чаган, село   | Малий Шаган            | 133                    | 138                    | 80                     | 52                     |
| Оркен, село         | Підхоз Степний, Степне | 351                    | 336                    | 338                    | 300                    |